# Jostabes
De jostabes (Ribes ×nidigrolaria, Ribes nidigrolaria of Ribes nigrum × uva-crispa) of josta is een gecultiveerde struik uit de ribesfamilie (Grossulariaceae). De jostabes is ontstaan uit een complexe kruising van de zwarte bes (Ribes nigrum), de kruisbes (Ribes uva-crispum) en de worcesterbes (Ribes divaricatum). De naam is afkomstig van de Duitse namen Schwarze Johannisbeere (zwarte bes) en Stachelbeere (kruisbes). 
De jostabes bloeit in april met trossen. De bes is in juni en juli rijp. De bessen zitten met drie tot vijf bijeen. De doornloze struik kan tot 2 m hoog worden.
De vrucht van de jostabes is dieprood tot zwart, circa 1,2 cm groot en heeft een smaak die gelijkt op wat zoetere zwarte bessen. 

## Kruisingen

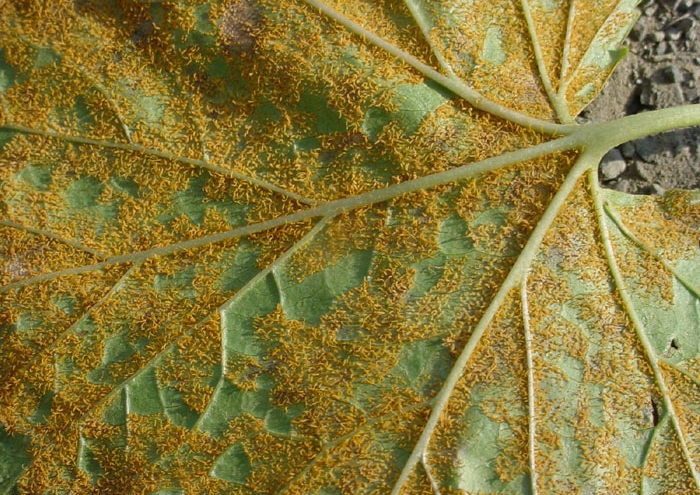
Teleutosporenhoopjes van zwartebessenroest op een Ribes-soort

De vroegste kruisingen tussen de soort Ribes succirubrum en verschillende kruisbessenrassen werd al in 1922 door de Duitser Erwin Baur gemaakt, die de bes 'Jochelbeere' noemde. Het doel van de kruisingen was een meeldauwresistente bes te ontwikkelen. De jostabes is dan ook resistent tegen de Amerikaanse kruisbessenmeeldauw (Sphaerotheca mors-uvae) en verder resistent tegen bessenrondknopmijt en zwartebessenroest (Cronartium ribicola).

## Gebruik
Evenals bij de zwarte bes is het vitamine C-gehalte hoog. De jostabes is wordt gebruikt bij de bereiding van jam, marmelade en vruchtensappen, maar wordt ook vers gegeten. De jostabes is goed te bewaren in de diepvriezer.

### Rassen
- 'Caseille'
- 'Jochina'
- 'Jogranda'
- 'Jostine'
- 'Jocheline'
- 'Josta'

... · 
R. alpinum (Alpenbes) · 
R. aureum (Gele ribes) · 
R. dikuscha ·
R. nidigrolaria (Jostabes) · 
R. nigrum (Zwarte bes) · 
R. rubrum (Aalbes) · 
R. sanguineum (Rode ribes) · 
R. spicatum (Noordse aalbes) · 
R. uva-crispa (Kruisbes) · 
...